# Crocidura grassei
Crocidura grassei es una especie de musaraña (mamífero placentario de la familia de los sorícidos).

## Distribución geográfica
Se encuentra en Camerún, República Centroafricana, Guinea Ecuatorial, Gabón y, posiblemente también, República del Congo.

## Estado de conservación
No parece que haya grandes amenazas para esta especie en su conjunto, aun cuando algunas poblaciones pueden estar amenazadas por la desforestación.